# Exxplorer
Exxplorer est un groupe de heavy metal américain, originaire de West Keansburg, dans le New Jersey. Le premier album du groupe, Symphonies of Steel, est publié en 1984, Le deuxième album du groupe, A Recipe for Power, est publié en 1994, soit dix ans après le premier album. En octobre 1999, les membres originaux de l'album Symphonies of Steel se réunissent et commencent à composer de nouvelles chansons. Le groupe sort Vengeance Rides an Angry Horse, en 2010, leur premier album en quinze ans.

## Biographie

### Symphonies of Steel(1985–1993)
Exxplorer est formé au début des années 1980, plus précisément en 1982 à West Keansburg, dans le New Jersey. Le premier album du groupe, Symphonies of Steel, est publié en 1984, sous le label Black Dragon Records (qui avait aussi signé des groupes comme Manilla Road et Liege Lord). L'album atteint les classements de plusieurs pays, et apparait dans le top 10 des playlists des radios à travers de nombreux pays d'Europe[réf. nécessaire]. Durant cette période, Exxplorer, l'un des plus gros groupes de heavy metal, apparait sur scène avec un spectacle puissant, et connait de grands moments grâce à son succès européen. 

### A Recipe for Power(1994–1996)
Le deuxième album du groupe, A Recipe for Power, est publié en 1994. Malgré la longue période d'attente entre le premier et le deuxième album, A Recipe for Power est un succès auprès des fans, grâce à son mélange de metal progressif des années 1980 et un son résolument 1990. Peu après la sortie de A Recipe for Power, Exxplorer effectue un changement de personnel majeur. Le chanteur Lennie Rizzo, le bassiste Jimmy Gardner, et le guitariste Kevin Kennedy quittent le groupe pour raisons personnelles. Jay MaCaffrey devient bassiste, Barry Hocking Jr. prit le poste de chanteur, et Fred Gorhau devint le nouveau guitariste. 

### Coldblackugly(1997–2009)
Le nouveau line-up passe l'année 1997 à enregistrer, avec le producteur Bruce Buchanan d'Atlantic Records, l'album Coldblackugly. À cause de divergence créative et musicale, ce line-up se sépare en 1999. En 1999, Mike Moyer et Ed La Volpe commencent à travailler sur du nouveau matériel. Le sujet de réunir le groupe revint en de nombreuses occasions. Bientôt Ed, Kevin et Lennie font une jam session impromptue dans un bar local. Bien accueillis par le public, les membres du groupes effacent les rancœurs passées et se concentrent sur le futur du groupe. En octobre 1999, les membres originaux de l'album Symphonies of Steel se réunissent et commencent à composer de nouvelles chansons.
À la fin de 2000, le groupe signe un nouveau contrat avec Underground Symphony Records pour rééditer Symphonies of Steel. Le label et le groupe décident qu'il fallait inclure des chansons bonus pour les fans ; la décision d'enregistrer quatre nouveaux titres est donc prise. Malheureusement, une fois que le groupe commence à enregistrer les nouvelles chansons, Lennie Rizzo décide d'aller dans une autre direction. Le groupe engage le chanteur Jim Abbiati, originaire du Connecticut, pour les chansons bonus. En 2009, une version d'Exxplorer avec les membres originaux, Rizzo, Sakowski et LaVolpe, joue au KIT Festival et au HOA Festival. À la fin de 2009, Kevin Kennedy rejoint le groupe sur les recommandations d'Ed La Volpe. Cette même année, ils participent au festival Keep it True XII.

### Vengeance Rides an Angry Horse(depuis 2010)
Au début de 2010, Ed La Volpe quitte le groupe. Tout comme Lip et ses comparses d'Anvil, Exxplorer fait partie de ces groupes qui n'ont pas reçu le succès qu'ils méritent et qui vivent d'un petit boulot, mais qui continuent d'avoir foi en leur musique. Le 21 mai 2011, Exxplorer signe un contrat au label Pure Steel Records. Le 10 septembre 2011, le groupe participe au Sworbrothers Festival, puis annonce la sortie de son nouvel album, intitulé Vengeance Rides An Angry Horse, le 21 octobre 2010. L'album, leur premier en quinze ans, comprend au total dix chansons.
Le premier album du groupe, Symphonies of Steel, est réédité par Pure Steel Records, et publié le 20 février 2015, en édition limitée de 300 exemplaires.

## Discographie
- 1985 : Symphonies of Steel
- 1994 : A Recipe of Power
- 1997 : Clodblackugly
- 2011 : Vengeance Rides an Angry Horse

## Membres

### Membres actuels
- Lenny Rizzo - chant
- Kevin Kennedy - guitare
- Jimmy « G. » Gardner - basse
- Mike Moyer - batterie
- Jay McCaffrey - basse

### Anciens membres
- Edward LaVolpe - guitare
- Jim Abbiati - chant
- B.W. Hocking Jr. - chant
- Fred Gorhau - guitare